# Brigit Forsyth
Brigit Dorothea Forsyth (* 28. Juli 1940 in Edinburgh; † 1. Dezember 2023) war eine britische Schauspielerin.

## Leben
Brigit Forsyth wurde in der schottischen Hauptstadt Edinburgh geboren. Sie wuchs dort auf und absolvierte bis Ende der 1950er-Jahre ihre schulische Laufbahn an der St. George’s School for Girls. Anfang der 1960er-Jahre zog sie nach London, wo sie zuerst eine Ausbildung zur Sekretärin und bis 1964 ihre Schauspielausbildung an der Royal Academy of Dramatic Art absolvierte und den Emile Littler Award gewann.
Zu Beginn ihrer Karriere war sie vor allem als Bühnendarstellerin tätig und stand an verschiedenen Theatern Londons in zahlreichen Theaterstücken auf der Bühne, wie beispielsweise in Romeo und Julia und in Hamlet. Von 1965 bis 2019 wirkte Forsyth als Schauspielerin vor der Kamera in mehr als 70 Film- und Fernsehproduktionen mit, darunter auch in vielen Serien wie Doctor Who und Coronation Street. In Großbritannien wurde sie vor allem als Fernsehschauspielerin bekannt, etwa durch ihre feste Rolle in der berühmten Sitcom Whatever Happened to the Likely Lads?.
In der deutschen Synchronfassung wurde Forsyth unter anderem auch von Helga Sasse und Otti Planerer gesprochen.
Brigit Forsyth war zweimal verheiratet. Ihr zweiter Ehemann war von 1975 bis zu seinem Tod im Jahr 2006 der Regisseur Brian Mills, mit dem sie eine Tochter und einen Sohn hatte. Forsyth starb am 1. Dezember 2023 im Alter von 83 Jahren.

## Filmografie (Auswahl)
- 1965–1967: Dr. Finlay’s Casebook (Fernsehserie, 4 Folgen)
- 1967: Doctor Who (Fernsehserie, 4 Folgen)
- 1971: Haus der Schatten (The Night Digger)
- 1972: Adam Smith (Fernsehserie, 9 Folgen)
- 1973–1974: Whatever Happened to the Likely Lads? (Fernsehserie, 21 Folgen)
- 1975: Der Junker von Ballantrae (The Master of Ballantrae, Fernsehserie, 6 Folgen)
- 1976: Zwei nette Früchtchen (The Likely Lads)
- 1980–1982: The Glamour Girls (Fernsehserie, 13 Folgen)
- 1982–1983: Immer Ärger mit Tom (Tom, Dick and Harriet, Fernsehserie, 12 Folgen)
- 1984–1985: Sharon and Elsie (Fernsehserie, 12 Folgen)
- 1985–1986: The Practice (Fernsehserie, 46 Folgen)
- 1989: Agatha Christie’s Poirot (Fernsehserie, Folge 1x01)
- 1989: Running Wild (Fernsehserie, 7 Folgen)
- 1989: Boon (Fernsehserie, 13 Folgen)
- 1991: Dark Season (Fernsehserie, 6 Folgen)
- 1994: Wycliffe (Fernsehserie, Folge 1x06)
- 1995: Polizeiarzt Dangerfield (Dangerfield, Fernsehserie, Folge 2x03)
- 1997, 2004: Casualty (Fernsehserie, 2 Folgen)
- 1998–2002: Playing the Field (Fernsehserie, 22 Folgen)
- 1998, 2007: Heartbeat (Fernsehserie, 2 Folgen)
- 2000–2012: Doctors (Fernsehserie, 7 Folgen)
- 2002: The Bill (Fernsehserie, 2 Folgen)
- 2005: Emmerdale (Fernsehserie, 3 Folgen)
- 2008: Inspector Barnaby (Midsomer Murders, Fernsehserie, Folge 11x05)
- 2013: EastEnders (Fernsehserie, eine Folge)
- 2013: Hollyoaks (Fernsehserie, 3 Folgen)
- 2013–2019: Still Open All Hours (Fernsehserie, 41 Folgen)